# Mangakahia (rivière)
La rivière Mangakahia , (en anglais : Mangakahia River) est un cours d’eau de la région   Northland dans l’île du Nord de la Nouvelle-Zélande.

## Géographie
Elle s’écoule vers l’est à partir de ses sources dans la  ‘Forêt de Mataraua’, tournant vers le sud-est après 20 km en rejoignant la petite rivière  Awarua. Elle tourne à l’est, puis à nouveau au sud, atteignant le fleuve Wairoa approximativement à mi-chemin entre les villes de Whangarei et de  Dargaville. 

(en) Land Information New Zealand, « détail emplacement: Mangakahia (rivière) », sur New Zealand Gazetteer